# Erdész László
Erdész László Endre (E. László Endre) (Székesfehérvár, 1946. május 22. –) magyar műkereskedő.

## Életpályája
A Május 1. Téri Általános Iskola diákja volt. 1966–1970 között a dunaújvárosi Budapesti Műszaki és Gazdaságtudományi Egyetemen gépgyártástechnológiát tanult. 1979–1980 között elvállalta a Képcsarnok Vállalat dunaújvárosi bemutatótermének vezetését. Itt tanult bele a műkereskedelembe. Farkas Ádám hívására az 1980-ban megalapított Szentendrei Grafikai Műhely galériása lett. 1981–1991 között a Szentendrei Grafikai Műhely galériában bevezette a hétvégi nyitvatartást, a művészeknek katalógusokat adott ki, valamint a pincében létrehozott egy művészklubot Major Tamás elnökségével. 1991-től feleségével, Ilosvai Magdolnával az Erdész Galéria tulajdonosa.
A Dunai Vasmű tervezőirodájában, a MOM-ban a beruházási osztályon dolgozott.

## Díjai
- Ezüst Mókus-díj (2008)[2]